# AGO DV.3
L'AGO DV.3 Doppeldecker est un prototype allemand inventé et construit par la société A.G.O. en 1915.
Ce biplan monoplace à ailes égales non décalées, équipé d'ailerons au plan supérieur et d'un fuselage à flancs plats était destiné à la reconnaissance et n'était pas armé. On comptait probablement sur sa vitesse, car il atteignait 150 km/h (80 nœuds) grâce à un moteur Oberursel Ur I de 100 ch.